# لوئیس آلبرتو پرس-ریوندا
لوئیس آلبرتو پرس-ریوندا (اسپانیایی: Luis Alberto Pérez-Rionda‎؛ زادهٔ ۱۶ اوت ۱۹۶۹) دونده سرعت اهل کوبا بود.
وی در مسابقات کشوری و بین‌المللی در مجموع برندهٔ ۲ مدال برنز شده‌است.